# Província de Fernando Poo
|  | Per a altres significats, vegeu «Fernando Poo». |

Fernando Poo va ser una colònia i, posteriorment, província espanyola en Àfrica (1959-1968), Regió Equatorial Espanyola coneguda com a Guinea Espanyola.
La seva capital va ser la ciutat de Santa Isabel de Fernando Poo (l'actual Malabo) on tenia la seva seu la Diputació Provincial de Fernando Poo.

## Geografia
Té una superfície de 2.034 km² i comprenia les illes de Fernando Poo (2.017 km²) i Annobón (17 km²).
En 1959 els territoris espanyols del golf de Guinea van adquirir l'estatus de províncies espanyoles. Les primeres eleccions locals es van celebrar aquest mateix any, i es van escollir els primers procuradors guineans a la Corts Espanyoles.

## Història
En 1956 els territoris espanyols del golf de Guinea passen a ser Província espanyola del Golf de Guinea.
Per la llei 46/59, de 30 de juliol, la Província Espanyola del Golf de Guinea, es converteix en dues províncies; la Província de Fernando Poo i la Província de Riu Muni.
L'1 de setembre de 1960 va quedar constituïda a la ciutat de Santa Isabel de Fernando Poo la Diputació Provincial de Fernando Poo que el seu primer governador va ser Francisco Javier Alzina de Boschi.
El 9 d'agost de 1963 el consell de Ministres celebrat sota la presidència de Francisco Franco resol concedir autonomia econòmico-administrativa a les províncies espanyoles del Golf de Guinea. El 15 de desembre s'aprova el referèndum a Guinea sobre el projecte d'Autonomia pel qual el territori passa a prendre el nom de Guinea Equatorial i després del qual, per decret de 3 de juliol de 1964 es concedeix autonomia a les províncies; la seva administració constava d'un consell de Govern, compost de vuit consellers i un President, una Assemblea Legislativa, dues diputacions Provincials i dos Governs civils amb una màxima durada de quatre anys. El màxim representant del govern espanyol, Pedro Latorre Alcubierre, que abans era el Governador general va passar a ser Comissari General i va ser l'última alta autoritat colonial a Guinea.
El 3 de juliol de 1964 fou elegit procurador a les Corts Espanyoles en representació de la Diputació el seu president Enrique Gori Molubela.

## Administració

### Nacionalitat espanyola
Tots els habitants natius d'aquesta província rebien el Document Nacional d'Identitat (DNI) i el passaport espanyol, juntament amb el llibre de família, i tots els documents corresponents.

### Matriculació de vehicles
El prefix de la matrícula de la província era FP, establert mitjançant l'Ordre de 20 de juny de 1961, que va ser anul·lada per Ordre de 17 de març de 1969. Anteriorment el prefix va ser TEG (Territoris Espanyols del Golf de Guinea), establert mitjançant l'ordre de 30 de setembre de 1929, territoris que es van dividir en dues províncies per Llei de 29 de juliol de 1959.